# Hermann Huttel
Hermann Huttel (* 17. Mai 1895 in Ehringshausen; † 20. November 1973 in Sennestadt) war ein deutscher Schriftsteller. Zu Lebzeiten wurde er bekannt als Jäger, Jagdschriftsteller und Naturschützer. Er komponierte Lieder und schrieb Gedichte.

## Leben
Hermann Huttel wuchs in Ehringshausen bei seinen Eltern Magdalene (geb. Rumpf) und dem Gemeinde-Rentmeister Heinrich Huttel auf. 1910 starb sein Vater. Nach dem Abitur am Königlichen Gymnasium in Wetzlar zog er 1914 als Freiwilliger in den Ersten Weltkrieg. 1917 kam er nach mehreren Verwundungen und einer lebensbedrohlichen Gasvergiftung in französische Gefangenschaft. Seine Fluchtversuche trugen ihm Dunkelhaft und die Einweisung in die Zitadelle der Île d’Oléron ein. Nach seiner Entlassung im Jahr 1919 studierte er Literaturgeschichte, Philosophie und Staatswissenschaften an der Ludoviciana in Gießen und wurde 1924 zum Dr. rer. pol. promoviert. 1923 heiratete er Erna Elisabeth "Elli" Läufer aus Ehringshausen. Sein Sohn Heinz (1925–2014) kam zwei Jahre später zur Welt. Hermann Huttel arbeitete zunächst als Betriebswirt in einem heimischen Industriebetrieb. 1927 wurde ihm die Schriftleitung der christlich-sozialen Zeitschrift Aufwärts der Von Bodelschwinghschen Stiftungen Bethel in Bielefeld übertragen, deren Erscheinen 1936 durch Verfügung der NSDAP eingestellt wurde. Von 1936 bis 1947 war er in den von Bodelschwinghschen Stiftungen für Erbschafts- und Schenkungssachen zuständig. Darüber hinaus führte er als ehrenamtlicher Bürgermeister von 1930 bis 1934 das Amt Gadderbaum in Bielefeld.  Seit 1931 war er mit Anna-Luise Eissen liiert und lebte zeitweilig mit ihr auf ihrem Familiensitz Gut Nottbeck bei Stromberg und in Sennestadt. 1944 wurde er in den Deutschen Volkssturm einberufen und schließlich im britischen Camp Roosevelt interniert. Nach der Entlassung 1946 und der Trennung von Anna-Luise Eissen widmete er sich ganz seiner schriftstellerischen Arbeit. Von 1966 bis zu seinem Tod war die Lehrerin Elke Ohlhagen seine Lebensgefährtin. 1967 wurde seine Tochter Helmi geboren.

## Veröffentlichungen

### Monografien
- Senne, Moor und Heide: Erzählungen. Westfalen-Verl., Bielefeld 1983, ISBN 978-3-88918-013-1.
- Glanz und Schönheit des Jagens: Klang von Horn und Geläut. Safari, Berlin 1976.
- Noch immer lockt die Wildbahn: Von jagdlichen Erlebnissen und neuen Aufgaben in den Revieren. Safari, Berlin 1973.
- Lob des Waidwerks mit dem Hund. Safari, Berlin 1970.
- Hohe Jagd im Schwarzwildrevier. Safari, Berlin 1968.
- Der Jäger und sein Wild: Berichte aus heimischen Revieren. Safari, Berlin 1966.
- Des Jägers schönste Pirsch: Lob des heimatlichen Waidwerks. Safari, Berlin 1963.
- Jagd in einsamen Revieren: Drei Erzählungen. Safari, Berlin 1962.
- (Hrsg.) Weltjagd heute: Der Jäger und sein Weltreich. Safari Cop., Berlin 1961.
- Waidwerk am Ende der Welt: Unter Lappen, Fischern und Bärenjägern in Finnland. Safari, Berlin 1959.
- Auf eigener Spur: Pürsch durch ein halbes Jahrhundert. Parey, Hamburg 1958.
- Die Jagd ist immer neu. Safari, Berlin 1958.
- Der korsische Widder: Auf der Wildfährte durch Korsika. Safari, Berlin 1957.
- Der Wildkater und andere Erzählungen. Aschendorff, Münster/Westf. 1956.
- Jäger Jörg und der Wildschütz. Aschendorff, Münster/Westf. 1956.
- Hochwild zieht durch die Wälder: Ein Buch von Bären, Hirschen, Sauen und Elchen. Safari, Berlin 1955.
- In freier Wildbahn: Waidwerk in deutscher Landschaft. Safari, Berlin 1954.
- Neue Jägerlieder. Schaper, Hannover 1953.
- Der Wildkater. Mit Illustrationen von Erik Mailick. Neumann, Radebeul 1951.
- Die grobe Fährte: Die Geschichte eines Keilers. Mit Illustrationen von Erik Mailick. Neumann, Radebeul 1949.
- Auf silbernen Zinnen: Ein Bergjagdbuch. Neumann, Neudamm 1941.

- Die Entwicklung des Proletariats im Kreise Wetzlar unter besonderer Berücksichtigung ihres Einflusses auf die lokale Bevölkerungsentwicklung. Diss. Vogt, Gießen 1922.

### Aufsätze
- Neujahrsgedanken. in: Die Pirsch. Bayrischer Landwirtschafts-Verlag, München 1949, S. 2.
- Wenn der Vater mit dem Sohne… In: Wild und Hund, 58. Jg., 1955/56, S. 187f.

- Sonnentage im Jammertal. In: Wild und Hund, 59. Jg., 1956/57, S. 144.
- Im Schilfwald. In: Wild und Hund, 59. Jg., 1956/57, S. 175f.
- Seine letzte Fährte. In: Wild und Hund, 59. Jg., 1956/57, S. 300f.

- In der Heimat des Muffelwildes. In: Wild und Hund, 59. Jg., 1956/57, S. 539f.

- Flugzeuge und Tiere. In: Wild und Hund, 61. Jg., 1958/59, S. 17f.
- Grenzböcke. In: Wild und Hund, 61. Jg., 1958/59, S. 82f.
- Sitzen bleiben. In: Wild und Hund, 61. Jg., 1958/59, S. 241.

- Stille Balz. In: Wild und Hund, 62. Jg., 1959/60, S. 48f.
- Zäh wie ein Brunftgams. In: Wild und Hund, 62. Jg., 1959/60, S. 75.
- Jagdtage in Lappland. Teil 1. In: Wild und Hund, 62. Jg., 1959/60, S. 127–129.
- Jagdtage in Lappland. Teil 2. In: Wild und Hund, 62. Jg., 1959/60, S. 145f.
- Bärenjäger über Bärenjagd. In: Wild und Hund, 62. Jg., 1959/60, S. 276f.

- Über die Elchwanderung in Lappland. In: Wild und Hund, 62. Jg., 1959/60, S. 498f.
- Nasse Brunft. In: Wild und Hund, 62. Jg., 1959/60, S. 544–546.
- Ein Beispiel. In: Wild und Hund, 63. Jg., 1960/61, S. 201f.
- Der neue Stil. In: Wild und Hund, 63. Jg., 1960/61, S. 148.
- Der "Jährling". In: Wild und Hund, 63. Jg., 1960/61, S. 240f.
- Manch verloren ist gewonnen… In: Wild und Hund, 63. Jg., 1960/61, S. 285–291.
- Zum Hubertustag. In: Wild und Hund, 63. Jg., 1960/61, S. 525–527.

- Mit dem Sohn auf Pürsch. In: Wild und Hund, 63. Jg., 1960/61, S. 556–558.
- Der Jungjäger. In: Wild und Hund, 64. Jg., 1961/62, S. 78f.
- Der Sündenbock. In: Wild und Hund, 64. Jg., 1961/62, S. 105f.
- Gespräch am Strom. In: Wild und Hund, 64. Jg., 1961/62, S. 213–216.

- Der "Glöckner vom Düstermoor". In: Wild und Hund, 66. Jg., 1963/64, S. 27f.
- "Nur" ein Knopfbock. In: Wild und Hund, 66. Jg., 1963/64, S. 110f.
- Die Würfel rollen. In: Wild und Hund, 66. Jg., 1963/64, S. 209–211.
- Lob des heimatlichen Waidwerkes. In: Wild und Hund, 66. Jg., 1963/64, S. 221f.
- Ein Guter. In: Wild und Hund, 66. Jg., 1963/64, S. 374–376.

- Wiedereinbürgerung von Steinwild: Ein Versuch in den Hohen Tauern. In: Wild und Hund, 66. Jg., 1963/64, S. 538.

- Das Fragezeichen. In: Wild und Hund, 68. Jg., 1965/66, S. 122–126.
- Ein tragischer Fall. In: Wild und Hund, 68. Jg., 1965/66, S. 435.
- Ein Achter und zwei Schneider. In: Wild und Hund, 68. Jg., 1965/66, S. 285f.
- Hund und Ricke. In: Wild und Hund, 68. Jg., 1965/66, S. 297.

- Der Breite vom Mühlberg. In: Wild und Hund, 69. Jg., 1966/67, S. 82–84.

- Bei den Rotjacken in Finnland. In: Wild und Hund. 69. Jg., 1966/67, S. 609f.
- Der "Schreihals": Erzählungen um einen Rehbock. In: Wild und Hund, 70. Jg., 1967/68, S. 66f.

- Trophäe der guten Tat: Sünden um den Grenzbock. In: Wild und Hund, 71. Jg., 1968/69, S. 81–83.
- Hühnerjagd mit guten Hunden. In: Wild und Hund, 71. Jg., 1968/69, S. 245–249.
- "Krumme" Schüsse. In: Wild und Hund, 71. Jg., 1968/69, S. 399f.

- Mein Jagdhund. In: Wild und Hund, 72. Jg., 1969/70, S. 33–35.
- Übungen mit dem Junghund. In: Wild und Hund, 72. Jg., 1969/70, S. 380f.
- Treibjagdliches. In: Wild und Hund, 72. Jg., 1969/70, S. 345–347.

- Querfeld. In: Wild und Hund, 73. Jg., 1970/71, S. 471f.

- Rätsel um einen Totverbeller. In: Wild und Hund, 74. Jg., 1971/72, S. 118f.
- Überraschungen in der Blattzeit. In: Wild und Hund, 74. Jg., 1971/72, S. 201–205.
- Auf Hühner und Enten im Moor. In: Wild und Hund, 74. Jg., 1971/72, S. 302–304.
- Bei Sturm auf Gams. In: Wild und Hund, 74. Jg., 1971/72, S. 367–371.

- Ein Jagdtag am Pärijärvi. In: Wild und Hund, 75. Jg., 1972/73, S. 118f.
- Vom Geisterbock zur Geisterhütte. In: Wild und Hund, 75. Jg., 1972/73, S. 226–228.

- Mein Hund war arbeitslos. In: Wild und Hund, 75. Jg., 1972/1973, S. 495–497.
- Es regnete. In: Wild und Hund, 76. Jg., 1973/74, S. 451f.